# Riccardo Freda
Riccardo Freda (árabe: فريدة ريكاردو)  (Alejandría, Egipto, 24 de febrero de 1909-Roma, Italia, 20 de diciembre de 1999) fue un director de cine italiano. Trabajó en una gran variedad de géneros, incluidos el cine de espadas y sandalias, el de terror, el giallo y el de espías.
Freda comenzó a dirigir I Vampiri en 1956. La película se convirtió en la primera producción cinematográfica de terror sonora italiana.

## Biografía
Nacido en Egipto de padres napolitanos, Riccardo Freda asistió a la escuela en Milán y también tomó clases de arte en el Centro Sperimantale. Freda se ganó la vida como escultor y crítico de arte en Il Popolo di Lombardia; antes de entrar en el cine como supervisor en 1937.
Después trabajó con Luigi Freddi en la Dirección General de Cine e inició su carrera cinematográfica como ayudante de producción y como guionista para directores como Gennaro Righelli, Goffredo Alessandrini y Raffaello Matarazzo, participando también como actor en algunas películas, entre ellas la infantil Piccoli naufraghi (1939), donde aparece acreditado como Riccardo Santelmo.
Debutó como director en 1942 con la aventurera Don Cesare di Bazan, calificada de "obra maestra" por Leo Longanesi. En los años siguientes, mientras se consolidaba la escuela neorrealista (a la que Freda se oponía), continuó en la línea histórico-aventurera, inspirándose a menudo en clásicos de la literatura. Con Mario Monicelli y Ennio De Concini escribió el guion de uno de los primeros proto-gialli italianos, Il tradimento (1951), protagonizado por Amedeo Nazzari y Vittorio Gassman. Entre sus películas más famosas de este periodo: Aquila nera (1946), a partir de un relato de Puskin, I miserabili (1948), a partir de la novela de Victor Hugo, protagonizada por Gino Cervi, Teodora, emperatriz esclava (1954), con Gianna Maria Canale, Beatrice Cenci (1956), a partir de la novela de Guerrazzi.
Para Freda, el cine es ante todo «acción, emoción, tensión, velocidad» y lo que le interesa retratar no es «el hombre banal, el hombre de todos los días», sino «el héroe»: «el hombre que vive grandes tiempos, de grandes conflictos». A diferencia de otros directores de la época, como Antonio Margheriti y Mario Bava, Freda tuvo la oportunidad de trabajar en películas con presupuestos bastante elevados, logrando excelentes resultados técnicos. Freda declaró que el negativo de su Espartaco fue comprado por 50.000 dólares por los productores de la película más famosa de Stanley Kubrick para impedir su reestreno.
En su vasta filmografía destacan también películas de terror (Freda prefería llamarlas films d'épouvante), como I vampiri (1957), I Vampiri fue la primera película de terror italiana de la era sonora, después de la única película de terror muda Il mostro di Frankenstein (1920).  A pesar de ser la primera, una ola de producciones de terror italianas no siguió hasta que la película de Mario Bava Black Sunday se estrenó internacionalmente. Caltiki, il mostro immortale (1959), L'orribile segreto del dr. Hichcock (1962) y Lo spettro (1963), que protagonizó Barbara Steele,  películas de espías, péplum, históricas, de aventuras y de detectives a la italiana. Riccardo Freda continuó escribiendo y dirigiendo hasta finales de la década de 1970, a menudo trabajando bajo el seudónimo de Robert Hampton, George Lincoln o Willy Pareto.
A lo largo de la década dirigió a Anton Diffring y al legendario Klaus Kinski dentro del cine giallo y, a continuación, su carrera se ralentizó a principios de los setenta para, inexplicablemente, salir de su jubilación a los 72 años y dirigir su última película Obsesión asesina (1981). En 1994 rodó algunas secuencias para la película de Bertrand Tavernier Eloise, la hija de D'Artagnan, pero algunos desacuerdos con la producción provocaron el abandono del anciano pero aún capaz director.
Irónicamente, más conocido por sus películas de horror y thriller, Freda no tenía gran amor por las películas de terror, sino más bien de las películas épicas. La película Sins of Rome (1953) fue una de los primeras películas épicas italianas, la anterior película Hércules de Steve Reeves cuatro años antes, y Giants of Thessaly (1961) fueron distribuidas un año antes que la famosa Jasón y los argonautas de Ray Harryhausen. Freda dirigió a Kirk Morris y Gordon Scott en dos películas de Maciste, el clásico en los años sesenta, además de varias películas de espías, spaghetti western, dramas históricos y de la Segunda Guerra Mundial.
Murió en 1999 por causas naturales (a la edad de 90 años).

## Premios y reconocimientos
- Comandante de la Orden de las Artes y las Letras (Francia), 6 de junio de 1988.[14]

## Filmografía
- 1942 Don Cesare di Bazan.[15]
- 1946 Aquila nera.[16]
- 1948 I miserabili.[17]
- 1951 Vedi Napoli e poi muori, con Claudio Villa.[18]
- 1953 Spartaco; Sins of Rome.[19]
- 1954 Theodora, l'emperatrice di Bisanzio, con Gianna Maria Canale.[20]
- 1956  I vampiri, (The Devil's Commandment).[21]
- 1959 Caltiki - il mostro immortale.[22]
- 1959 Agi Murad il diavolo bianco (The White Warrior), con Steve Reeves.[23]
- 1961 I giganti della Tessaglia, con Roland Carey.[24]
- 1961 The Mongols, con Jack Palance y Anita Ekberg.[25]
- 1961 Samson and the Seven Miracles of the World, con Gordon Scott encarnando a Maciste.[26]
- 1962 Maciste all'inferno, con Kirk Morris en el papel de Maciste.[27]
- 1962 Le sette spade del vendicatore, con Brett Halsey.[28]
- 1962 L'orribile segreto del Dr. Hichcock, con Barbara Steele y Robert Flemyng.[29]
- 1963 Lo spettro, con Barbara Steele.[30]
- 1965 Il magnifico avventuriero (El magnífico aventurero).[31]
- 1965 Coplan FX 18 casse tout (Objetivo: ¡matar!).[32]
- 1967 Coplan ouvre le feu à Mexico (Entre las redes).[33]
- 1967 La morte non conta i dollari, spaghetti western con Mark Damon.[34]
- 1969 A doppia faccia ( adaptación del relato The Face in the Night, de Edgar Wallace); con Klaus Kinski.[35]
- 1971 L'iguana dalla lingua di fuoco (La lengua de fuego de la iguana); película policíaca, con Anton Diffring.[36]
- 1972 Estratto dagli archivi segreti della polizia di una capitale europea (Trágica ceremonia en Villa Alexander); película de terror sobre un culto satánico.[37]
- 1981 L'ossessione che uccide (Murder Obsession); The Murder Syndrome, Fear, The Wailing.[38]